# Classe PCC
Pour les articles homonymes, voir PCC.
La classe PCC ou type Peterson  représente un type de vedettes rapides construites aux États-Unis dans les années 1990 par le chantier naval Peterson Builders installé dans le Wisconsin avant sa fermeture en 1998. Deux types existent de 45 et 48 pieds (13,9 m pour 18 tonnes de déplacement (tpc) et 15,5 m pour 20 tpc).

## Historique
La marine égyptienne a reçu neuf type Peterson de 13,9 m construit en 1994 et trois de 15,5 m construit en 1996.
Deux autres construites par Peterson Builders (en) en 1997 ont été transférées le 27 février 1999 (avec 3 Sea Spectre construit par ce même chantier) par les États-Unis à la Garde côtière d'Albanie. Les caractéristiques du tableau sont celles de ces navires albanais, mais l'armement peut différer selon les cas.